# Madge Kennedy
Pour les articles homonymes, voir Kennedy.
Madge Kennedy, née à Chicago, Illinois, le 19 avril 1891, et morte à Woodland Hills (Los Angeles) le 9 juin 1987,  est une actrice américaine.

## Biographie
Madge Kennedy possède une étoile  au 1600 Vine Street, sur le Walk of Fame (Hollywood).

## Filmographie partielle

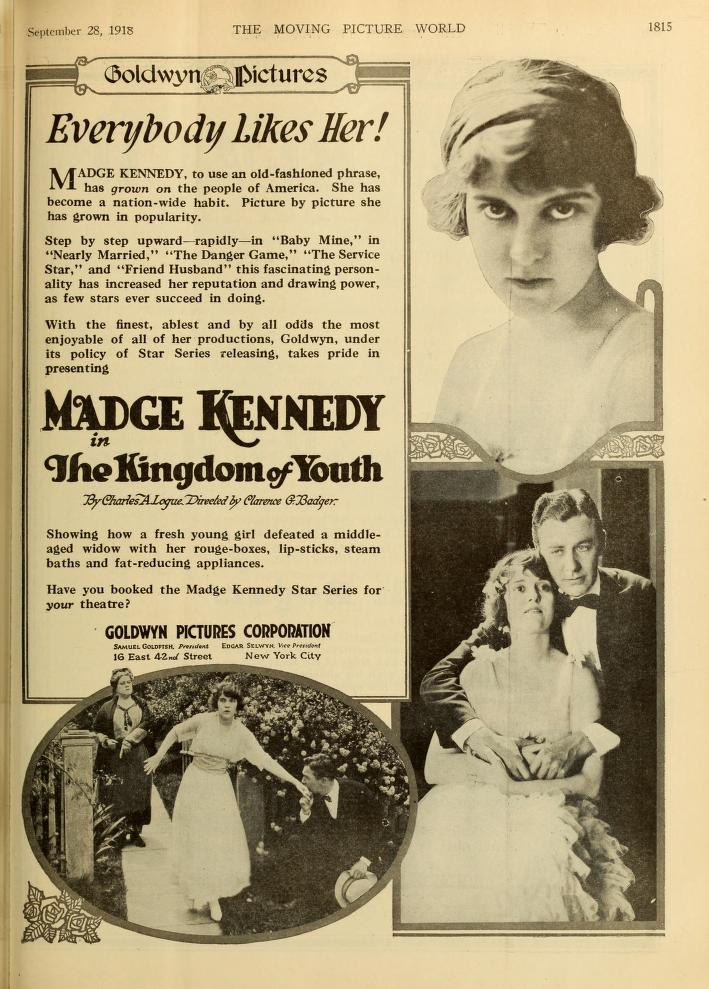
The Kingdom of Youth (1918)

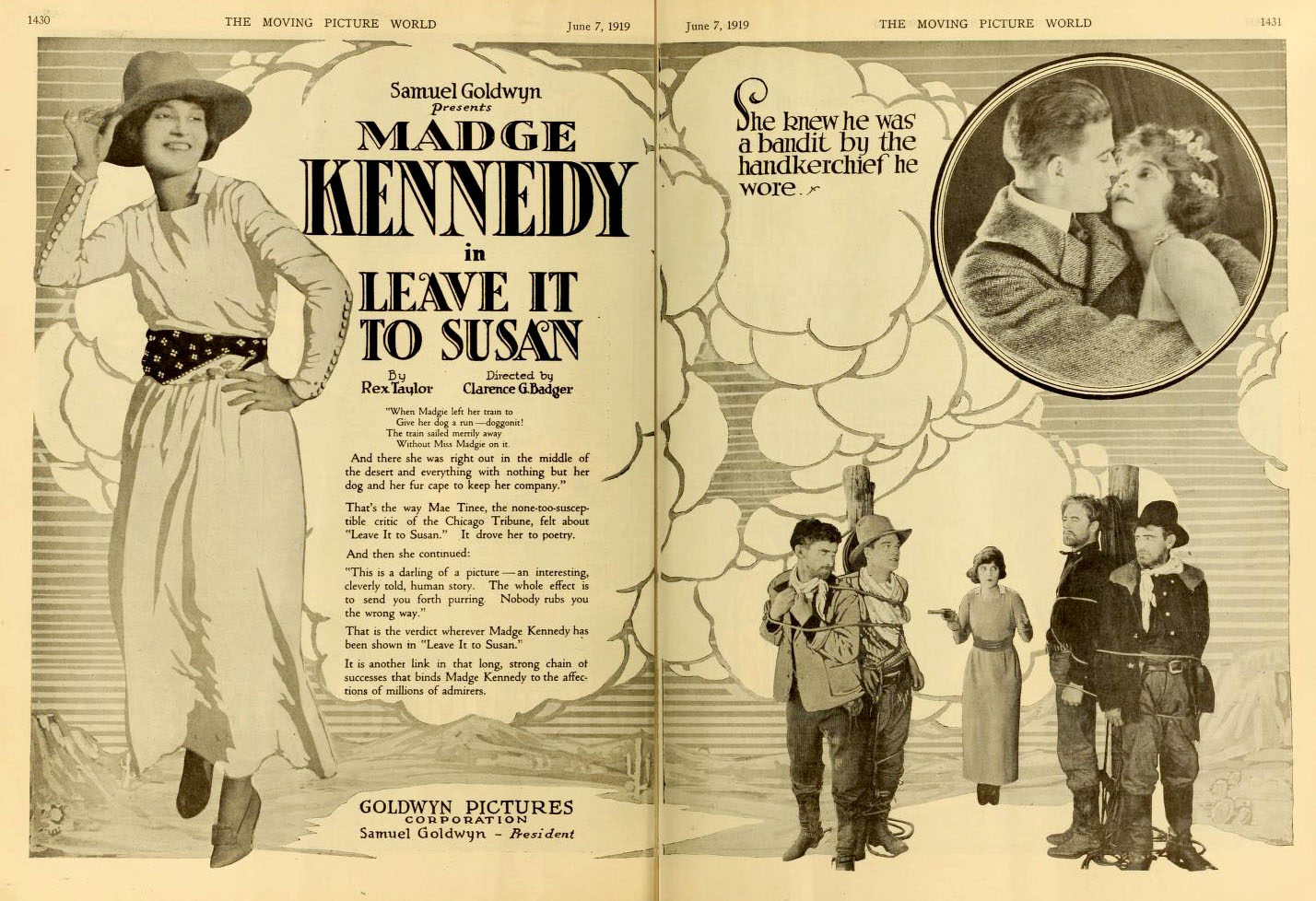
Dans Leave it to Susan (1919).

- 1918 : The Danger Game de Harry A. Pollard : Clytie Rogers
- 1917 : Presque mariés (Nearly Married) de Chester Withey
- 1919 : Un soir d'orage (Through the Wrong Door) de Clarence G. Badger
- 1920 : Le boulanger n'a plus d'écus (Dollars and Sense) de Harry Beaumont : Hazel Farron
- 1921 : Le Piège (The Highest Bidder) de Wallace Worsley : Sally Raeburn
- 1925 : Bad Company de Edward H. Griffith
- 1952 : Je retourne chez maman (The Married Kind) de George Cukor : la juge Anne B. Carroll
- 1953 : Main Street to Broadway de Tay Garnett : Mrs. Cope
- 1955 : La Mousson (The Rains of Ranchipur) de Jean Negulesco : Mrs. Smiley
- 1956 : Le Repas de noces (The Catered Affair) de Richard Brooks : Mrs. Joe Halloran
- 1956 : La Vie passionnée de Vincent van Gogh (Lust for Life) de Vincente Minnelli : Anna Cornelia Van Gogh
- 1956 : Three Bad Sisters (en) de Gilbert Kay : Martha Craig
- 1958 : La Péniche du bonheur (Houseboat) de Melville Shavelson : Mrs. Farnsworth
- 1958 : A Nice Little Bank That Should Be Robbed de Henry Levin : Grace Havens
- 1959 : Les Pillards de la prairie (Plunderers of Painted Flats) de Albert C. Gannaway : Mary East
- 1969 : On achève bien les chevaux (They Shoot Horses, Don't They ?) de Sydney Pollack : Mrs. Laydon
- 1970 : The Baby Maker de James Bridges : La grand-mère de Tish
- 1975 : Le Jour du fléau (The Day of the Locust) de John Schlesinger : Mrs. Johnson
- 1976 : Marathon Man de John Schlesinger : Une femme à la banque